# Girardot (Aragua)
Girardot è un comune del Venezuela situato nello stato dell'Aragua.
Il capoluogo del comune è la città di Maracay.